# Ipomoea santillanii
Ipomoea santillanii là một loài thực vật có hoa trong họ Bìm bìm. Loài này được O'Donell mô tả khoa học đầu tiên năm 1941.